# Napometa trifididens
Napometa trifididens là một loài nhện trong họ Linyphiidae.
Loài này thuộc chi Napometa. Napometa trifididens được Octavius Pickard-Cambridge miêu tả năm 1873.